# Пам'ятник Клименту Тімірязєву (Москва)
Пам'ятник Клименту Тімірязєву у Москві — пам'ятник природознавцю-дарвіністу, біологу та фізіологу, одному з основоположників російської і радянської школи фізіологів рослин Клименту Аркадійовичу Тімірязєву.

## Загальна інформація та опис
Московський пам'ятник Клименту Тімірязєву встановлений у сквері на Тверському бульварі.
Автори — відомі скульптор С. Д. Меркуров та архітектор Д. П. Осіпов.
Творці пам'ятника зобразили К. А. Тімірязєва суворим і серйозним, у довгій середньовічній мантії почесного доктора найстарішого в Англії Кембриджського університету.
На п'єдесталі вибиті слова (російською): «К. А. Тімірязєву. Борцю і мислителю».

## Історія
Пам'ятник установлено 4 листопада 1923 року.
Під час Другої Світової війни в жовтні 1941 року в статую потрапила скинута літаками люфтваффе бомба — статую навіть відкинуло з п'єдестала вибуховою хвилею, але вже за декілька годин пам'ятник було відновлено небайдужими городянами у первинне положення. І дотепер на пам'ятнику видно вибоїни — сліди від уламків німецької бомби.

## Виноски
1. ↑  Памятник К.А. Тімірязєву, Москва на www.otdihinfo.ru. Архів оригіналу за 28 травня 2008. Процитовано 1 серпня 2009. Памятник К. А. Тімірязєву, Москва на www.otdihinfo.ru (рос.)